# Xime
Xime és una pel·lícula coproducció de Guinea Bissau i els Països Baixos de gènere drama, realitzat i escrit per Sana Na N'Hada i Joop van Wijk. Es va estrenar als Països Baixos el 9 de novembre de 1995.

## Argument
A principis de 1960, al poble de Xime a Guinea Bissau, Iala, pare de Raul i Bedan, es preocupa pels seus dos fills. El més gran Raul, dirigit per desitjos de revolta, és buscat per les autoritats colonials portugueses mentre estudiava a Bissau amb els religiosos. Bedan, el petit, un adolescent turbulent, arriba a una edat a la qual s'ha de presentar a contracor als rituals tradicionals de pas a l'edat adulta. Per a tots, s'albiren temps difícils.

## Repartiment
- Aful Macka: Iala
- Justino Neto: Raul
- José Tamba: Bedan
- Etelvina Gomes: N'dai
- Juan Carlos Tajes: Cunha
- Jacqueline Camara
- Saene Nanque
- Namba Na Nfadan

## Reconeixements
| Any  | Premis                                           | Categories                                                | Destinataris i nominats | Resultat  | Referències |
| ---- | ------------------------------------------------ | --------------------------------------------------------- | ----------------------- | --------- | ----------- |
| 1994 | Festival de Cannes                               | Un Certain Regard                                         | Xime                    | Nominat   | [ 3 ]       |
| 1994 | Festival Internacional de Cinema d'Amiens        | Premi Especial del Jurat                                  | Xime                    | Guanyador | [ 4 ]       |
| 1995 | Festival Internacional del Primer Film d'Annonay | Premi Especial del Jurat                                  | Xime                    | Guanyador | [ 5 ]       |
| 1995 | Vues d'Afrique — Jornades del Cinema Africà      | Premi de Comunicació Intercultural - Millor llargmetratge | Xime                    | Guanyador | [ 6 ]       |